# Босна и Херцеговина на Европском првенству у атлетици у дворани 2015.
Босна и Херцеговина је учествовала на 33. Европском првенству у дворани 2015 одржаном у Прагу, Чешка, од 5. до 8. марта. Ово је било осмо Европско првенство у атлетици у дворани од 1994. године када је Босна и Херцеговина први пут учествовала.
Репрезентацију Босне и Херцеговине представљала су 3 учесника (3 мушкарца) који су се такмичили у две дисциплине.
Такмичари Босне и Херцеговине нису освојили медаље на овом првенству

## Учесници
Мушкарци:
- Амел Тука — 800 м
- Хамза Алић — Бацање кугле
- Кемал Мешић — Бацање кугле

## Резултати

### Мушкарци
| Атлетичар   | Дисциплина   | Лични рекорд | Квалификације | Квалификације | Полуфинале           | Полуфинале           | Финале               | Финале | Детаљи |
| Атлетичар   | Дисциплина   | Лични рекорд | Резултат      | Место         | Резултат             | Место                | Резултат             | Место  | Детаљи |
| ----------- | ------------ | ------------ | ------------- | ------------- | -------------------- | -------------------- | -------------------- | ------ | ------ |
| Амел Тука   | 800 м        | 1:48,86 НР   | 1:49,92       | 4. у гр. 3    | Није се квалификовао | Није се квалификовао | Није се квалификовао | 21/40  |        |
| Хамза Алић  | Бацање кугле | 20,34        | x             | БП            |                      |                      | Није се квалификовао | БП     |        |
| Кемал Мешић | Бацање кугле | 20,44        | 19,04         | 20            | Није се квалификовао | 20 / 27              |                      |        |        |